# Jadwiga Kuryluk
Jadwiga Kuryluk, właśc. Jadwiga Kuryluk-Cebrzyńska (ur. 25 września 1912 w Skierniewicach, zm. 30 kwietnia 1995 w Warszawie) – polska aktorka teatralna, filmowa i telewizyjna.

## Życiorys
Córka Władysława Dionizego Kuryluka (1879–1940), majora-lekarza, zamordowanego w Katyniu, i Kazimiery Eleonory z domu Scharmach (1886–1974). Po maturze dostała się na Wydział Aktorski Państwowego Instytutu Sztuki Teatralnej w Warszawie, który ukończyła w 1936 roku. Jej kolegami z roku byli m.in. Lidia Wysocka i Tadeusz Fijewski. Wszyscy zapisali piękne karty w historii teatru. Po egzaminie dyplomowym została zaangażowana do Teatru Polskiego. Po udanym debiucie jako Emilia Wardle w spektaklu Karola Dickensa Klub Pickwicka u boku samego mistrza Aleksandra Zelwerowicza jako tytułowy Pickwick, zagrała Zuzię w przedstawieniu Aleksandra Fredry Damy i Huzary i Dunię w sztuce Antoniego Czechowa Wiśniowy sad, gdzie grała Maria Przybyłko-Potocka. Przed wybuchem II wojny światowej występowała w teatrach warszawskich: Narodowym i Nowym.
Podczas okupacji dorabiała jako kelnerka warszawskiej kawiarni U Aktorek, działała w konspiracji i brała udział w tajnych próbach sztuki Jeana Giraudoux Wojny trojańskiej nie będzie z myślą o wystawieniu jej po wojnie. W czasie powstania warszawskiego walczyła w szeregach Armii Krajowej, w stopniu podporucznika, ps. Kuma. Wywieziona i internowana w obozie w Niemczech, po wkroczeniu aliantów nawiązała kontakt z Leonem Schillerem i występowała w jego teatrze, objeżdżając polskie ośrodki na terenie Niemiec. Stamtąd przedostała się do Anglii i dołączyła do armii generała Władysława Andersa. Do Polski wróciła 1 sierpnia 1947 roku. Po wojnie związana była z teatrami: Ludowym im. Wojciecha Bogusławskiego w Lingen (Ems) (1945–1946), Miejskim w Jeleniej Górze (1947–1948) oraz warszawskimi: Rozmaitości (1948–1949 i 1972–1976), Nowej Warszawy (1949–1955), Młodej Warszawy (1955–1957) i Klasycznym (1957–1972).
Po raz pierwszy na ekranie wystąpiła w roli gościa hrabiny Róży w filmie psychologicznym Pożegnania (1958). Stworzyła szereg epizodycznych kreacji charakterystycznych w ekranizacjach znanych powieści: fantastycznej Kornela Makuszyńskiego O dwóch takich co ukradli księżyc (1962) w roli matki Nieboraka, Wielka miłość Balzaka (1973) Jerzego Stefana Stawińskiego jako pasażerka statku, jednym z największych przedsięwzięć polskiej kinematografii Jerzego Antczaka Noce i dnie (1975) Marii Dąbrowskiej w roli Ludwiczki, służącej w Krępie, Doktor Judym (1975) Stefana Żeromskiego jako ciotka Judymów, Granica (1977) Zofii Nałkowskiej w roli żony niespełnionego poety w salonie Kolichowskiej, Dziewczyna i chłopak, czyli heca na czternaście fajerek (1980) Hanny Ożogowskiej jako Gałązkowa, szatniarka na pływalni oraz w roli służącej Węgrosia w sfilmowanej noweli Henryka Sienkiewicza Hania (1984). Pojawiła się jako matka odprowadzana na samolot w klasycznej komedii Stanisława Barei Miś (1980) oraz zagrała postać Antoniny Serce, matki tytułowego bohatera w serialu Radosława Piwowarskiego Jan Serce (1981).
Od 4 kwietnia 1937 była żoną Arsena Cebrzyńskiego, który służył w Dywizjonie 303 i zginął śmiercią lotnika w bitwie o Anglię.
Zmarła w Warszawie, pochowana na cmentarzu Powązkowskim (kwatera 199-5-29,30).

## Filmografia
- 1958: Pożegnania – gość hrabiny Róży
- 1960: Rozstanie
- 1961: Czas przeszły – pani Brum, gospodyni Steinhagena
- 1961: Dziś w nocy umrze miasto – Weronika Zumpe
- 1961: Świadectwo urodzenia – Ludka
- 1962: O dwóch takich co ukradli księżyc – matka Nieboraka
- 1963: Rozwodów nie będzie – pani Szulc, panna młoda w USC
- 1963: Smarkula – sąsiadka Bogdana i Floriana
- 1964: Przerwany lot
- 1965: Podziemny front – matka Antka Balcera (odc. 1)
- 1965: Piwo – matka Henryka
- 1966: Kontrybucja – matka Anny
- 1966: Ktokolwiek wie... – pracownica fabryki telewizorów
- 1968: Hasło Korn – gospodyni Janika
- 1970: Album polski – matka Józka
- 1970: Kolumbowie – kobieta w tramwaju (odc. 1)
- 1970: Lokis. Rękopis profesora Wittembacha
- 1970: Prawdzie w oczy – matka Wacka Karbowańca
- 1971: Bolesław Śmiały
- 1971: Gonitwa
- 1971: Jak daleko stąd, jak blisko – matka
- 1971: Złote koło – ciotka Kruka
- 1973: Droga – Aniela Szygułowa, matka Marianka (odc. 2, 3 i 5)
- 1973: Wielka miłość Balzaka (odc. 7)
- 1975: Doktor Judym – ciotka Judymów
- 1975: Noce i dnie – Ludwiczka, służąca w Krępie
- 1976: Motylem jestem, czyli romans 40-latka – garderobiana w telewizji
- 1976: Wakacje – babcia Andrzeja (odc. 1)
- 1976: Wielki układ – ciotka Kołodziejskiego
- 1976: Zezem – prababcia Czarka (odc. 1)
- 1977: Dziewczyna i chłopak – Gałązkowa, szatniarka na pływalni (odc. 2)
- 1977: Granica – żona niespełnionego poety w salonie Kolichowskiej
- 1977: Noce i dnie – Ludwiczka, służąca w Krępie (odc. 1)
- 1977: Pani Bovary to ja – kasjerka w banku
- 1978: Co mi zrobisz, jak mnie złapiesz? – sąsiadka Ferdów
- 1978: Justyna – matka Karola
- 1978: Spirala
- 1978: Układ krążenia – kobieta wzywająca pogotowie (odc. 6)
- 1978: Wielki podryw – Pszennikowa, żona rannego robotnika
- 1980: Dziewczyna i chłopak – szatniarka
- 1980: Miś – matka odprowadzana na samolot
- 1981: Jan Serce – Antonina Serce, mama Jasia
- 1981: Wierne blizny – ciotka Madejskiego
- 1984: Hania – służąca Węgrosia
- 1984: Przybłęda
- 1985: Siekierezada – Babcia Oleńka
- 1987: Sala nr 6 – gospodyni Orskiego

## Ordery i odznaczenia
- Srebrny Krzyż Zasługi (11 lipca 1955)[6]
- Medal 10-lecia Polski Ludowej (22 lipca 1955)[7]